# Washington Open 2002 - Qualificazioni singolare
Le qualificazioni del singolare al Washington Open 2002 sono state un torneo di tennis preliminare per accedere alla fase finale della manifestazione. I vincitori dell'ultimo turno sono entrati di diritto nel tabellone principale. In caso di ritiro di uno o più giocatori aventi diritto a questi sono subentrati i lucky loser, ossia i giocatori che hanno perso nell'ultimo turno ma che avevano una classifica più alta rispetto agli altri partecipanti che avevano comunque perso nel turno finale.
Le qualificazioni del torneo Washington Open 2002 prevedevano 28 partecipanti di cui 7 sono entrati nel tabellone principale.

## Teste di serie
1. Jean-René Lisnard (ultimo turno)
2. Justin Gimelstob (Qualificato)
3. Gastón Etlis (ultimo turno)
4. Michael Russell (Qualificato)
5. Julien Varlet (Qualificato)
6. Kevin Kim (Qualificato)
7. Danai Udomchoke (Qualificato)

1. Frank Dancevic (primo turno)
2. Stefano Pescosolido (ultimo turno)
3. Markus Hantschk (ultimo turno)
4. José de Armas (ultimo turno)
5. Wayne Black (Qualificato)
6. Thomas Blake (ultimo turno)
7. Rik De Voest (ultimo turno)

## Qualificati
1. Wayne Black
2. Justin Gimelstob
3. Frank Dancevic
4. Michael Russell

1. Julien Varlet
2. Kevin Kim
3. Danai Udomchoke

## Tabellone

### Legenda
| - Q = Qualificato - WC = Wild card - LL = Lucky loser | - ALT = Alternate - SE = Special Exempt - PR = Protected Ranking | - w/o = Walkover - r = Ritirato - d = Squalificato |

### Sezione 1
|  | Primo turno | Primo turno        | Primo turno        | Primo turno | Primo turno |  |  | Ultimo turno | Ultimo turno      | Ultimo turno      | Ultimo turno | Ultimo turno |  |
|  |             |                    |                    |             |             |  |  |              |                   |                   |              |              |  |
|  | 1           | Jean-René Lisnard  | Jean-René Lisnard  | 7           | 6           |  |  |              |                   |                   |              |              |  |
|  |             | Igor Levine        | Igor Levine        | 5           | 3           |  |  | 1            | Jean-René Lisnard | Jean-René Lisnard | 2            | 3            |  |
|  | 12          | Wayne Black        | Wayne Black        | 6           | 7           |  |  | 12           | Wayne Black       | Wayne Black       | 6            | 6            |  |
|  |             | John-Paul Fruttero | John-Paul Fruttero | 4           | 64          |  |  |              |                   |                   |              |              |  |

### Sezione 2
|  | Primo turno | Primo turno      | Primo turno      | Primo turno | Primo turno |  |  | Ultimo turno | Ultimo turno     | Ultimo turno | Ultimo turno | Ultimo turno |  |
|  |             |                  |                  |             |             |  |  |              |                  |              |              |              |  |
|  | 2           | Justin Gimelstob | Justin Gimelstob | 7           | 6           |  |  |              |                  |              |              |              |  |
|  |             | Phillip Simmonds | Phillip Simmonds | 5           | 1           |  |  | 2            | Justin Gimelstob | 5            | 6            | 6            |  |
|  | 11          | José de Armas    | 5                | 7           | 6           |  |  | 11           | José de Armas    | 7            | 4            | 2            |  |
|  |             | Tripp Phillips   | 7                | 5           | 3           |  |  |              |                  |              |              |              |  |

### Sezione 3
|  | Primo turno | Primo turno     | Primo turno   | Primo turno | Primo turno |  |  | Ultimo turno | Ultimo turno   | Ultimo turno | Ultimo turno | Ultimo turno |  |
|  |             |                 |               |             |             |  |  |              |                |              |              |              |  |
|  | 3           | Gastón Etlis    | Gastón Etlis  | 6           | 7           |  |  |              |                |              |              |              |  |
|  |             | Lesley Joseph   | Lesley Joseph | 1           | 5           |  |  | 3            | Gastón Etlis   | 7            | 4            | 2            |  |
|  |             | Frank Dancevic  | 7             | 4           | 6           |  |  |              | Frank Dancevic | 64           | 6            | 6            |  |
|  | 8           | Robin Söderling | 5             | 6           | 2           |  |  |              |                |              |              |              |  |

### Sezione 4
|  | Primo turno | Primo turno         | Primo turno    | Primo turno | Primo turno |  |  | Ultimo turno | Ultimo turno    | Ultimo turno    | Ultimo turno | Ultimo turno |  |
|  |             |                     |                |             |             |  |  |              |                 |                 |              |              |  |
|  | 4           | Michael Russell     | 0              | 6           | 6           |  |  |              |                 |                 |              |              |  |
|  |             | Mashiska Washington | 6              | 1           | 3           |  |  | 4            | Michael Russell | Michael Russell | 6            | 6            |  |
|  | 14          | Rik De Voest        | Rik De Voest   | 6           | 6           |  |  | 14           | Rik De Voest    | Rik De Voest    | 2            | 4            |  |
|  |             | Zack Fleishman      | Zack Fleishman | 2           | 4           |  |  |              |                 |                 |              |              |  |

### Sezione 5
|  | Primo turno | Primo turno         | Primo turno         | Primo turno | Primo turno |  |  | Ultimo turno | Ultimo turno        | Ultimo turno | Ultimo turno | Ultimo turno |  |
|  |             |                     |                     |             |             |  |  |              |                     |              |              |              |  |
|  | 5           | Julien Varlet       | 2                   | 6           | 7           |  |  |              |                     |              |              |              |  |
|  |             | Jim Thomas          | 6                   | 4           | 5           |  |  | 5            | Julien Varlet       | 6            | 1            | 6            |  |
|  | 9           | Stefano Pescosolido | Stefano Pescosolido | 6           | 6           |  |  | 9            | Stefano Pescosolido | 2            | 6            | 2            |  |
|  |             | Torrey Gambill      | Torrey Gambill      | 1           | 2           |  |  |              |                     |              |              |              |  |

### Sezione 6
|  | Primo turno | Primo turno        | Primo turno        | Primo turno  | Primo turno |  |  | Ultimo turno | Ultimo turno | Ultimo turno | Ultimo turno | Ultimo turno |  |
|  |             |                    |                    |              |             |  |  |              |              |              |              |              |  |
|  | 6           | Kevin Kim          | Kevin Kim          | 6            | 7           |  |  |              |              |              |              |              |  |
|  |             | Huntley Montgomery | Huntley Montgomery | 3            | 65          |  |  | 6            | Kevin Kim    | Kevin Kim    | 7            | 6            |  |
|  | 13          | Thomas Blake       | Thomas Blake       | Thomas Blake | 65          |  |  | 13           | Thomas Blake | Thomas Blake | 5            | 2            |  |
|  |             | Jeff Coetzee       | Jeff Coetzee       | Jeff Coetzee | 7r          |  |  |              |              |              |              |              |  |

### Sezione 7
|  | Primo turno | Primo turno     | Primo turno     | Primo turno | Primo turno |  |  | Ultimo turno | Ultimo turno    | Ultimo turno    | Ultimo turno | Ultimo turno |  |
|  |             |                 |                 |             |             |  |  |              |                 |                 |              |              |  |
|  | 7           | Danai Udomchoke | 4               | 6           | 5           |  |  |              |                 |                 |              |              |  |
|  |             | Marc Silva      | 6               | 4           | 1r          |  |  | 7            | Danai Udomchoke | Danai Udomchoke | 6            | 6            |  |
|  | 10          | Markus Hantschk | Markus Hantschk | 6           | 6           |  |  | 10           | Markus Hantschk | Markus Hantschk | 3            | 3            |  |
|  |             | Martín García   | Martín García   | 1           | 3           |  |  |              |                 |                 |              |              |  |